# Фиксированный валютный курс

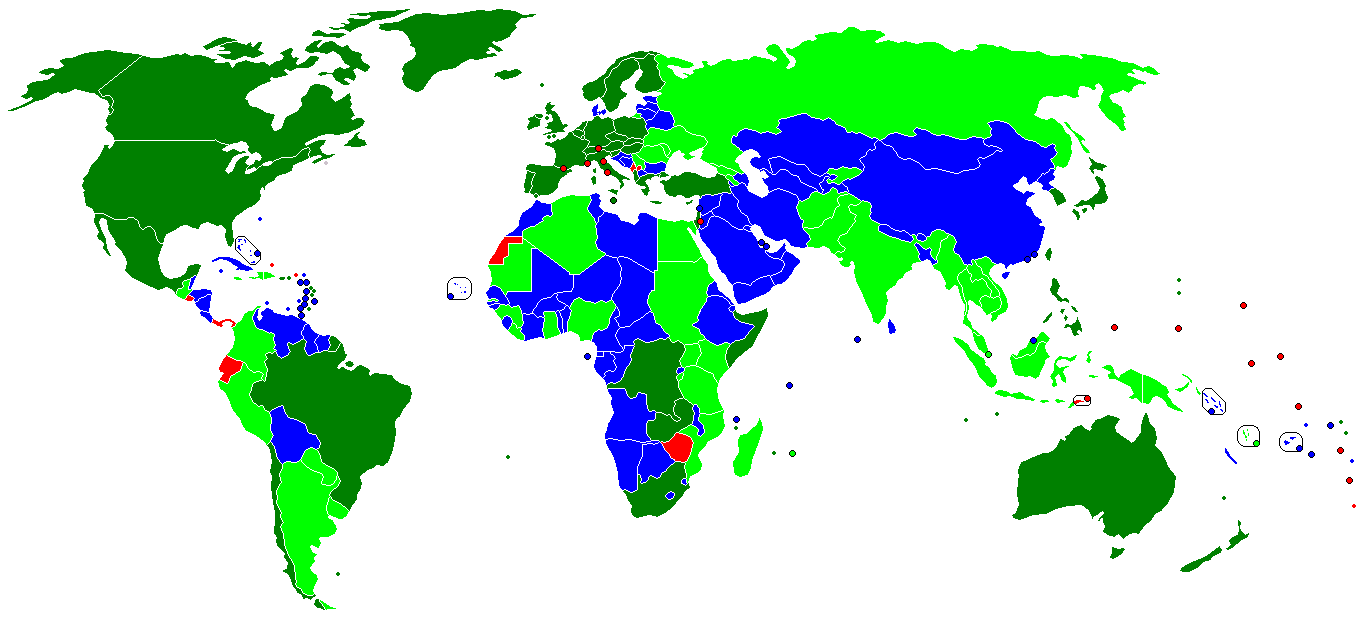
Режимы валютного курса стран мира:
плавающий валютный курс
режим управляемого плавания
разные типы привязки (фиксированный валютный курс, валютное правило, ползучая привязка, фиксация в рамках коридора)
использование иностранной валюты

Фикси́рованный валю́тный курс — система валютного курса, по которому валюта одной страны связана в постоянном отношении к валюте другой страны (или корзине валют), и при которой центральный банк обязуется обменивать валюту в соответствии с принятым постоянным курсом.
Разновидностью фиксированного валютного курса является постоянный курс в диапазоне колебаний — в этой системе центральный банк допускает отклонение курса валюты по отношению к принятому соотношению с иностранной валютой (или корзиной валют) в определенном принятом диапазоне колебаний.

## Использование
Списки государств, использующих разные режимы фиксированного валютного курса:
- Курсовой режим без отдельного законного средства платежа
- Режим валютного управления или валютного совета
- Прочие ориентированные режимы фиксированного курса